# Anthon
Anthon és un municipi francès situat al departament de la Isèra i a la regió d'Alvèrnia-Roine-Alps. L'any 2007 tenia 943 habitants.

## Demografia

### Població
El 2007 la població de fet d'Anthon era de 943 persones. Hi havia 303 famílies de les quals 36 eren unipersonals (16 homes vivint sols i 20 dones vivint soles), 84 parelles sense fills, 159 parelles amb fills i 24 famílies monoparentals amb fills.
La població ha evolucionat segons el següent gràfic:
Habitants censats

### Habitatges
El 2007 hi havia 347 habitatges, 319 eren l'habitatge principal de la família, 18 eren segones residències i 10 estaven desocupats. 330 eren cases i 17 eren apartaments. Dels 319 habitatges principals, 290 estaven ocupats pels seus propietaris, 24 estaven llogats i ocupats pels llogaters i 5 estaven cedits a títol gratuït; 2 tenien una cambra, 5 en tenien dues, 14 en tenien tres, 84 en tenien quatre i 214 en tenien cinc o més. 264 habitatges disposaven pel capbaix d'una plaça de pàrquing. A 96 habitatges hi havia un automòbil i a 213 n'hi havia dos o més.

### Piràmide de població
La piràmide de població per edats i sexe el 2009 era:
| Homes | Edats   | Dones |
| ----- | ------- | ----- |
| 0     | 95 o +  | 0     |
| 0     | 90 a 94 | 0     |
| 0     | 85 a 89 | 0     |
| 0     | 80 a 84 | 0     |
| 8     | 75 a 79 | 8     |
| 8     | 70 a 74 | 16    |
| 16    | 65 a 69 | 24    |
| 20    | 60 a 64 | 4     |
| 8     | 55 a 59 | 24    |
| 44    | 50 a 54 | 24    |
| 32    | 45 a 49 | 16    |
| 36    | 40 a 44 | 44    |
| 36    | 35 a 39 | 48    |
| 52    | 30 a 34 | 48    |
| 24    | 25 a 29 | 24    |
| 16    | 20 a 24 | 8     |
| 36    | 15 a 19 | 32    |
| 64    | 10 a 14 | 36    |
| 52    | 5 a 9   | 64    |
| 32    | 0 a 4   | 28    |

## Economia
El 2007 la població en edat de treballar era de 627 persones, 476 eren actives i 151 eren inactives. De les 476 persones actives 446 estaven ocupades (252 homes i 194 dones) i 30 estaven aturades (10 homes i 20 dones). De les 151 persones inactives 41 estaven jubilades, 65 estaven estudiant i 45 estaven classificades com a «altres inactius».

### Ingressos
El 2009 a Anthon hi havia 324 unitats fiscals que integraven 968,5 persones, la mediana anual d'ingressos fiscals per persona era de 21.493 €.

### Activitats econòmiques
Dels 25 establiments que hi havia el 2007, 1 era d'una empresa de fabricació de material elèctric, 1 d'una empresa de fabricació d'altres productes industrials, 5 d'empreses de construcció, 4 d'empreses de comerç i reparació d'automòbils, 2 d'empreses de transport, 1 d'una empresa d'hostatgeria i restauració, 2 d'empreses immobiliàries, 6 d'empreses de serveis, 1 d'una entitat de l'administració pública i 2 d'empreses classificades com a «altres activitats de serveis».
Dels 7 establiments de servei als particulars que hi havia el 2009, 1 era un paleta, 2 lampisteries, 1 electricista, 1 perruqueria, 1 restaurant i 1 agència immobiliària.
L'únic establiment comercial que hi havia el 2009 era una botiga de menys de 120 m².
L'any 2000 a Anthon hi havia 5 explotacions agrícoles.

## Equipaments sanitaris i escolars
El 2009 hi havia una escola elemental.

## Poblacions més properes
El següent diagrama mostra les poblacions més properes.